# Herbaspirillum robiniae
Herbaspirillum robiniae es una bacteria gramnegativa del género Herbaspirillum. Fue descrita en el año 2018. Su etimología hace referencia a la planta Robinia. Es aerobia y móvil por flagelo bipolar. Tiene un tamaño de 0,3 μm de ancho por 1-2 μm de largo. Forma colonias convexas, circulares y de color marrón en agar YMA tras 2 días de incubación. Temperatura de crecimiento entre 4-45 °C, óptima de 25-30 °C. Catalasa positiva. Es resistente a los antibióticos: ceftazidima y sensible a kanamicina y estreptomicina. Tiene un contenido de G+C de 64,9%. Se ha aislado de nódulos de raíces de la planta Robinia pseudoacacia en China. 